# 弗里德里希·冯·德·舒伦堡
弗里德里希·冯·德·舒伦堡（德語：Friedrich von der Schulenburg；1865年11月21日—1939年5月19日），全称舒伦堡伯爵弗里德里希·伯恩哈德·卡尔·古斯塔夫·乌尔里希·埃里希（德語：Friedrich Bernhard Karl Gustav Ulrich Erich Graf von der Schulenburg），是第一次世界大战期间的普鲁士将军，他在战间期加入纳粹党。 1934年至1936年，舒伦堡成為冲锋队中的一位参谋。自1934年起直至去世的這段時間，他还担任帝國議會议员。他的儿子是弗里茨-迪特洛夫·冯·德·舒伦堡。